# Thập niên 770 TCN
Thập niên 770 TCN hay thập kỷ 770 TCN chỉ đến những năm từ 770 TCN đến 779 TCN.

## Sự kiện
778 TCN — Agamestor, vua của Athens , chết sau 17 năm trị vì và được kế vị bởi con trai của ông là Aeschylus. 
777 TCN — Cái chết của Pārśva hay Pārśvanātha (khoảng năm 877–777 TCN), Tirthankara thứ hai mươi ba của Kỳ Na giáo .
776 TCN– 394 SCN — Kỷ nguyên Thế vận hội Olympic Hy Lạp cổ đại .
776 trước Công nguyên — Thế vận hội Olympic đầu tiên , theo Diodorus Siculus ( thế kỷ 1 trước Công nguyên ).
773 TCN — Cái chết của Shoshenq III , vua của Ai Cập .
773 TCN— Ashur-Dan III kế vị anh trai Shalmaneser IV làm vua của Assyria . 
771 TCN - Thời kỳ Xuân Thu của lịch sử Trung Quốc bắt đầu với sự suy tàn của nhà Chu khi Hạo King bị những người du mục Khuyển Nhung cướp phá , Chu U vương bị giết và người kế vị, Chu Bình vương buộc phải dời đô đến Lạc Ấp . Cuối thời Tây Chu. Bắt đầu từ thời Đông Chu.
771 TCN — Ngày sinh của Romulus và Remus , Romulus là người sáng lập truyền thống của  Rome .
770 TCN — Bắt đầu từ thời Đông Chu ở Trung Quốc .

## Mất
778 TCN: Trần Di công , Tần Trang công
773 TCN: Shalmaneser IV
771 TCN: Trịnh Hoàn công , Chu U vương , Bá Phục